# Imre Kocsis (militaire)
Pour les articles homonymes, voir Imre Kocsis et Kocsis.
Imre Kocsis, né le 3 novembre 1910 à Balatonaderices en Hongrie, tué par des éclats d'obus le 3 décembre 1944 à Bourbach-le-Haut près de Thann  dans le Haut-Rhin, est un militaire hongrois, engagé volontaire dans la Légion étrangère et dans les Forces françaises libres. Il est compagnon de la Libération. 

## Biographie
Fils d'instituteur, Imre Kocsis est né le 3 novembre 1910 à Balatonaderices en Hongrie.
Engagé en avril 1938 à la Légion étrangère à Mulhouse, il fait son instruction puis est affecté au 1er Régiment étranger d'infanterie (1er REI), d'abord au 7e puis au 1er bataillon.
Promu caporal le 1er janvier 1940, il sert au 2e bataillon de la 13e Demi-brigade de marche de Légion étrangère (13e DBMLE) à Sidi-Bel-Abbès et prend part à la campagne de Norvège en mai-juin 1940.
Participant aux combats de Bjervik et de Narvik, il reçoit une citation à l'ordre de la Division pour son courage et son sens de l'initiative et se voit promu caporal-chef à titre exceptionnel "au feu", le 1er juin 1940.
Rapatrié en Angleterre avec le corps expéditionnaire français du général Béthouart, il choisit de s'engager dans les Forces françaises libres le 1er juillet 1940.
Avec la 13e Demi-brigade de Légion étrangère (13e DBLE), il participe à l'opération de Dakar en septembre 1940 et, après avoir débarqué au Cameroun, combat à Keren et à Massaoua en Érythrée contre les Italiens avec la Brigade française d'Orient. Il y reçoit une citation à l'ordre de la division.
Promu sergent le 1er mai 1941, il combat en Syrie.
Chef de pièce de 75 antichars pendant la campagne de Libye, il se distingue lors des combats de Bir-Hakeim. Après avoir formé son équipe de pièce en une semaine, il détruit deux chars lors de l'attaque du 27 mai 1942. Dans la nuit du 10 au 11 juin, au cours de la sortie de vive force, il fait changer, sous un feu violent d'armes automatiques, la roue de son camion qui avait sauté sur une mine. Il parvient à ramener sa pièce, son personnel au complet et sept blessés ramassés sur le terrain. Son comportement lui vaut de recevoir la Croix de la Libération.
Promu sergent-chef en novembre 1942 au lendemain des combats de l'Himeimat (El Alamein) en Égypte, il devient sous-officier adjoint en section de canons six-pounders.
Le sergent-chef Kocsis débarque en Italie avec la 1re Division française libre le 20 avril 1944 comme sous-officier adjoint en section de mortiers de 81 mm.
Après le débarquement en Provence d'août 1944, il est nommé adjudant le 1er octobre 1944 et prend une part active aux opérations de la "13" pour la libération du territoire.
Imre Kocsis est tué par des éclats d'obus le 3 décembre 1944 près de Thann à Bourbach-le-Haut dans le Haut-Rhin. Il est inhumé dans la nécropole nationale de Sigolsheim (Haut-Rhin)

## Distinctions
- Chevalier de la Légion d'honneur
- Compagnon de la Libération par décret du 9 septembre 1942[1]
- Croix de guerre 1939–1945 (4 citations)
- Croix du combattant
- Médaille coloniale avec agrafes "Érythrée", "Libye", "Bir-Hakeim", "Tunisie 1942-1943"